# Ángela Clavijo
Ángela Corina Clavijo (Villavicencio, Meta, 1 de septiembre de 1993) es una futbolista colombiana, juega como defensa y su equipo actual es el Colo-Colo de Chile; también es internacional con la Selección de Colombia.

## Clubes

### Club Kamatsa
Debutó como profesional en el Club Kamatsa de la ciudad de Villavicencio.

### América de Cali
Para el año 2017, Clavijo llegó al América de Cali para jugar en la primera edición de la Liga Femenina Profesional de Colombia. En la primera edición su equipo logró llegar a cuartos de final. En el 2018, su equipo accedió a la semifinales, quedando eliminado por el Atlético Huila quien a la postre alzaría el título.

### Sporting Club de Huelva
El 15 de julio de 2019 se confirma su llegada al Sporting Club de Huelva.

## Selección femenina de fútbol de Colombia

### Categoría Mayores
Fue seleccionada para jugar la Copa América Femenina del 2014 logrando el subcampeonato y la clasificación a la Copa Mundial Femenina de Fútbol de 2015, los Juegos Panamericanos de 2015 y los Juegos Olímpicos de 2016 disputados en Brasil.
Hizo parte de la delegación colombiana para disputar la Copa Mundial Femenina de Fútbol de 2015 donde Colombia llegó a octavos de final por primera vez. Ese mismo año logró medalla de plata en los Juegos Panamericanos de 2015 perdiendo en la final contra Brasil.
En 2016, fue convocada para los Juegos Olímpicos.
En el 2018, Clavijo fue llamada para integrar la selección Colombia de cara a la Copa América Femenina del 2018 donde lograron el cuarto lugar, y adicionalmente también estuvo integrando la Selección Nacional que jugó los Juegos Centroamericanos y del Caribe de 2018.

## Clubes
| Club                    | País     | Año           |
| ----------------------- | -------- | ------------- |
| Club Kamatsa            | Colombia | 2013 - 2016   |
| América de Cali         | Colombia | 2017 - 2018   |
| Sporting Club de Huelva | España   | 2019 - 2020   |
| Córdoba CF              | España   | 2021          |
| Deportivo Cali          | Colombia | 2021          |
| Cruzeiro EC             | Brasil   | 2022          |
| Colo-Colo               | Chile    | 2023-presente |

## Palmarés

### Campeonatos nacionales
| Título           | Club           | País     | Año  |
| ---------------- | -------------- | -------- | ---- |
| Liga Femenina    | Deportivo Cali | Colombia | 2021 |
| Primera División | Colo-Colo      | Chile    | 2023 |
| Primera División | Colo-Colo      | Chile    | 2024 |